# Waltenheim-sur-Zorn
Waltenheim-sur-Zorn é uma comuna francesa na região administrativa de Grande Leste, no departamento Baixo Reno. Estende-se por uma área de 5,05 km². Em 2010 a comuna tinha 675 habitantes (densidade: 133,7 hab./km²).